# Laura Adorkor Kofi
Laura Adorkor Kofi (mất ngày 8 tháng 3 năm 1928), được gọi là Mẹ Kofi, là một bộ trưởng và nhà hoạt động người Ghana liên kết với Hiệp hội cải thiện tiêu cực toàn cầu. Cô bị ám sát khi đang rao giảng ở Miami, Florida.

## Đầu đời
Laura Adorkor Kofi (họ được đánh vần là Kofy, Koffey hoặc Kofey) được sinh ra gần Accra, có thể trong một gia đình hoàng gia. Một tấm biển ở mộ của cô ấy ghi rõ danh hiệu "Công chúa", và năm 1893 là ngày sinh; các nguồn khác đưa ngày sinh của cô ấy sớm hơn nhiều. Một số phiên bản đầu đời của cô cũng nói rằng cô đã trải nghiệm những tầm nhìn và tiếng nói khuyến khích cô ra nước ngoài và dạy người châu Phi ở Mỹ. Những lời gièm pha của cô trong những năm cuối đời đã lan truyền tin đồn rằng cô sinh ra là "Laura Champion" ở Athens, Georgia; nhưng học giả lịch sử tôn giáo Richard S. Newman đã biên soạn bằng chứng để xác nhận rằng trên thực tế, cô là người Ghana.

## Nghề nghiệp
Kofi chuyển đến Bắc Mỹ vào khoảng năm 1918 và sống ở Detroit trong vài năm. Cô làm việc với tư cách là giám đốc lĩnh vực quốc gia cho Hiệp hội cải thiện tiêu cực toàn cầu của Marcus Garvey, lưu diễn miền Nam sâu thẳm và thu hút đám đông lớn  với tư cách là một "nhà tiên tri" (theo ước tính của riêng cô), với căn cứ của cô ở Jacksonville, Florida. Năm 1927, cô thành lập Giáo hội toàn cầu châu Phi, với tư cách là người đứng đầu ("Chiến binh của các nữ chiến binh tối cao của châu Phi" là danh hiệu tự chọn của cô). Garvey sớm quyết định rằng cô ấy đang xây dựng quá nhiều sự độc lập sau nguyên nhân của anh ta và tuyên bố: "Người phụ nữ này là một kẻ giả mạo và tôi không có thẩm quyền nói gì."  Ông cũng khuyến khích những người theo dõi mình bắt cô vì tội lừa đảo.
Vào tháng 3 năm 1928, Laura Adorkor Kofi bị bắn khi đang nói chuyện từ bục giảng tại một nhà thờ ở Miami. Cô chết vì vết thương do đạn bắn vào đầu; một tín đồ người Jamaica của Marcus Garvey, Maxwell Cook, được cho là kẻ tấn công cô, đã ngay lập tức bị đánh đập bởi hội chúng chứng kiến vụ tấn công. Mười nghìn người được cho là đã tham dự đám tang của cô tại một số thành phố; Hài cốt của cô được mặc áo choàng màu đen, xanh lá cây và đỏ, được đặt trong một chiếc quan tài bằng đồng và được chôn trong một lăng mộ trong Nghĩa trang Thành phố cổ của thành phố Jacksonville.